# Paul Delaroche
Hippolyte Delaroche (Paris, 17 de julho de 1797 — 4 de novembro de 1856), mais conhecido como Paul Delaroche, foi um pintor francês. Uma das suas obras mais conhecidas é Bonaparte cruzando os Alpes.

## Vida
foi um pintor francês que alcançou grande sucesso pintando cenas históricas. Ele se tornou famoso na Europa por suas representações melodramáticas que frequentemente retratavam temas da história inglesa e francesa. As emoções enfatizadas nas pinturas de Delaroche apelam ao Romantismo, enquanto os detalhes de sua obra, juntamente com o retrato desfigurado de figuras históricas, seguem as tendências do Academismo e do Neoclassicismo. Delaroche teve como objetivo retratar seus temas e história com realismo pragmático. Ele não considerou os ideais e normas populares em suas criações, mas sim pintou todos os seus temas sob a mesma luz, fossem eles figuras históricas como Maria Antonieta, figuras do Cristianismo, ou pessoas de seu tempo como Napoleão Bonaparte. Delaroche foi um dos principais alunos de Antoine-Jean Gros e mais tarde foi mentor de vários artistas notáveis, como Thomas Couture, Jean-Léon Gérôme e Jean-François Millet.
Delaroche nasceu em uma geração que viu os conflitos estilísticos entre o Romantismo e o Classicismo Davidiano. O Classicismo Davidiano foi amplamente aceito e apreciado pela sociedade, então, como um artista em desenvolvimento na época da introdução do Romantismo em Paris, Delaroche encontrou seu lugar entre os dois movimentos. Temas das pinturas medievais de Delaroche e da história dos séculos XVI e XVII atraíram os românticos, enquanto a precisão das informações, juntamente com as superfícies bem acabadas de suas pinturas, apelaram aos acadêmicos e ao neoclassicismo. As obras de Delaroche concluídas no início da década de 1830 refletiram mais a posição que ele assumiu entre os dois movimentos e foram admiradas por artistas contemporâneos da época - a Execução de Lady Jane Gray (1833; National Gallery, Londres) foi a mais aclamada das pinturas de Delaroche em sua época. Mais tarde, na década de 1830, Delaroche exibiu a primeira de suas principais obras religiosas. Sua mudança de assunto e “o jeito austero da pintura” foram mal recebidos pela crítica e, a partir de 1837, ele parou de exibir seu trabalho. No momento de sua morte em 1856, ele estava pintando uma série de quatro cenas da Vida da Virgem. Apenas uma obra desta série foi concluída: a Virgem contemplando a coroa de espinhos.

## Estilo e temas
Delaroche, como pintor de história, teve como objetivo apresentar em sua obra uma "análise filosófica" de um evento histórico e vinculá-la à "compreensão do século XIX da verdade histórica e do tempo histórico". Embora existam algumas discrepâncias entre a história e sua história pintada, Delaroche viu a importância de ser fiel à apresentação dos fatos. O crítico literário alemão Heinrich Heine afirma que "[Delaroche] não tem grande predileção pelo passado em si, mas por sua representação, pela ilustração do espírito e por escrever história em cores". Delaroche pintou todos os seus temas sob a mesma luz, fossem eles grandes figuras históricas do passado, fundadores do Cristianismo ou importantes figuras políticas de seu tempo, como Maria Antonieta ou Napoleão Bonaparte. Delaroche pesquisou cuidadosamente os trajes, acessórios e cenários que incluiu em suas pinturas para apresentar o tema com precisão. Para acentuar a precisão histórica, Delaroche pintou com detalhes meticulosos e terminou suas pinturas com contornos claros. Os movimentos variados de suas pinceladas, juntamente com as cores e o posicionamento de seus temas, conferem a cada um deles uma aparência única e permitem que atuem no espírito e no tom de seu personagem e do acontecimento. O olhar do público é menos observador de detalhes e nuances na pintura, mas Delaroche apreciava o valor literário de suas pinturas acima de seu valor pictórico. Ele equilibra os aspectos literários com a teatralidade, narratividade e visualidade de suas pinturas históricas.

## Galeria

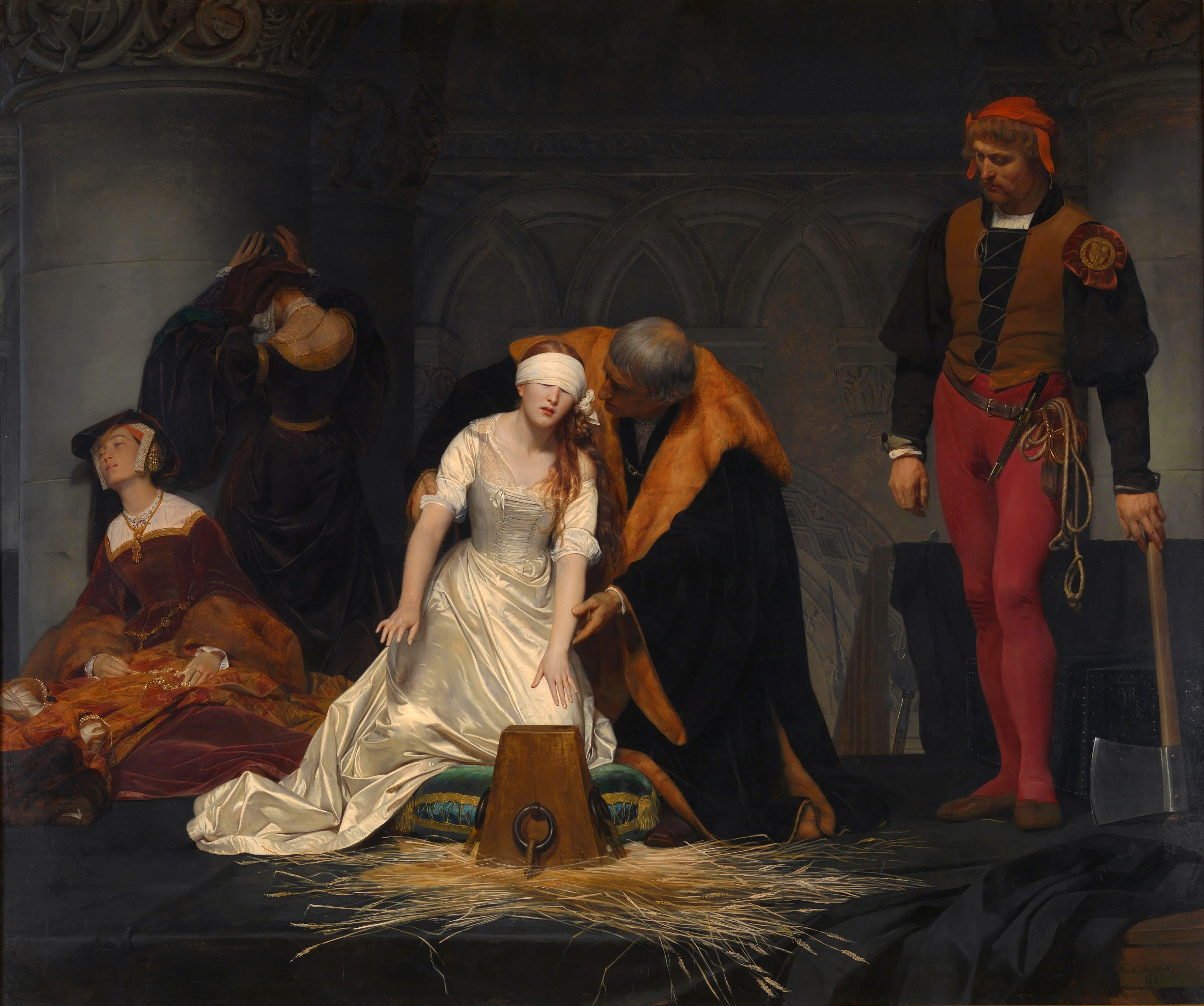
A execução de Lady Jane Grey (1833, National Gallery, London)
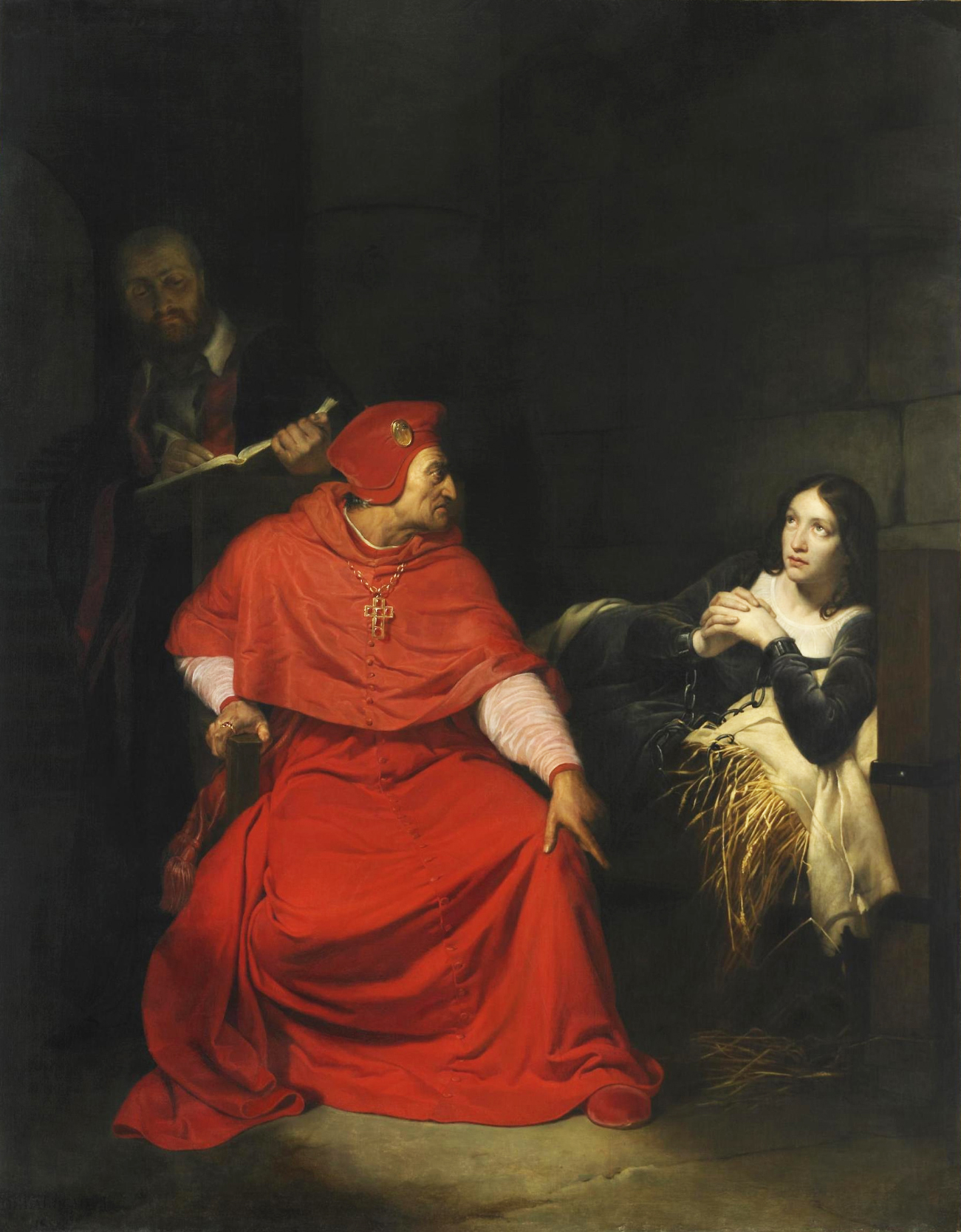
Joana d'Arc sendo interrogada, 1824, Musée des Beaux-Arts, Rouen, França
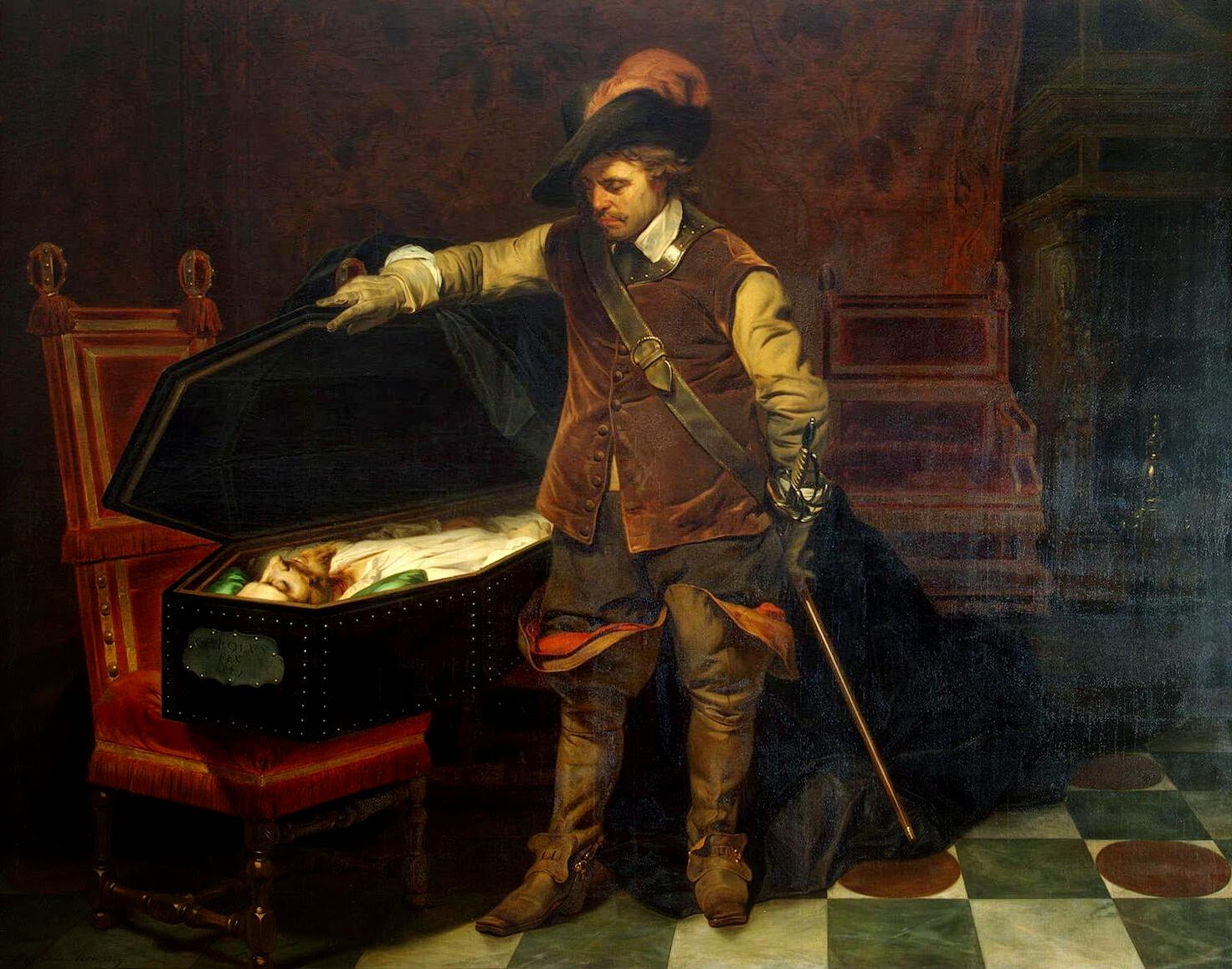
Cromwell e o cadáver de Charles I, 1831, Musée des Beaux-Arts de Nîmes
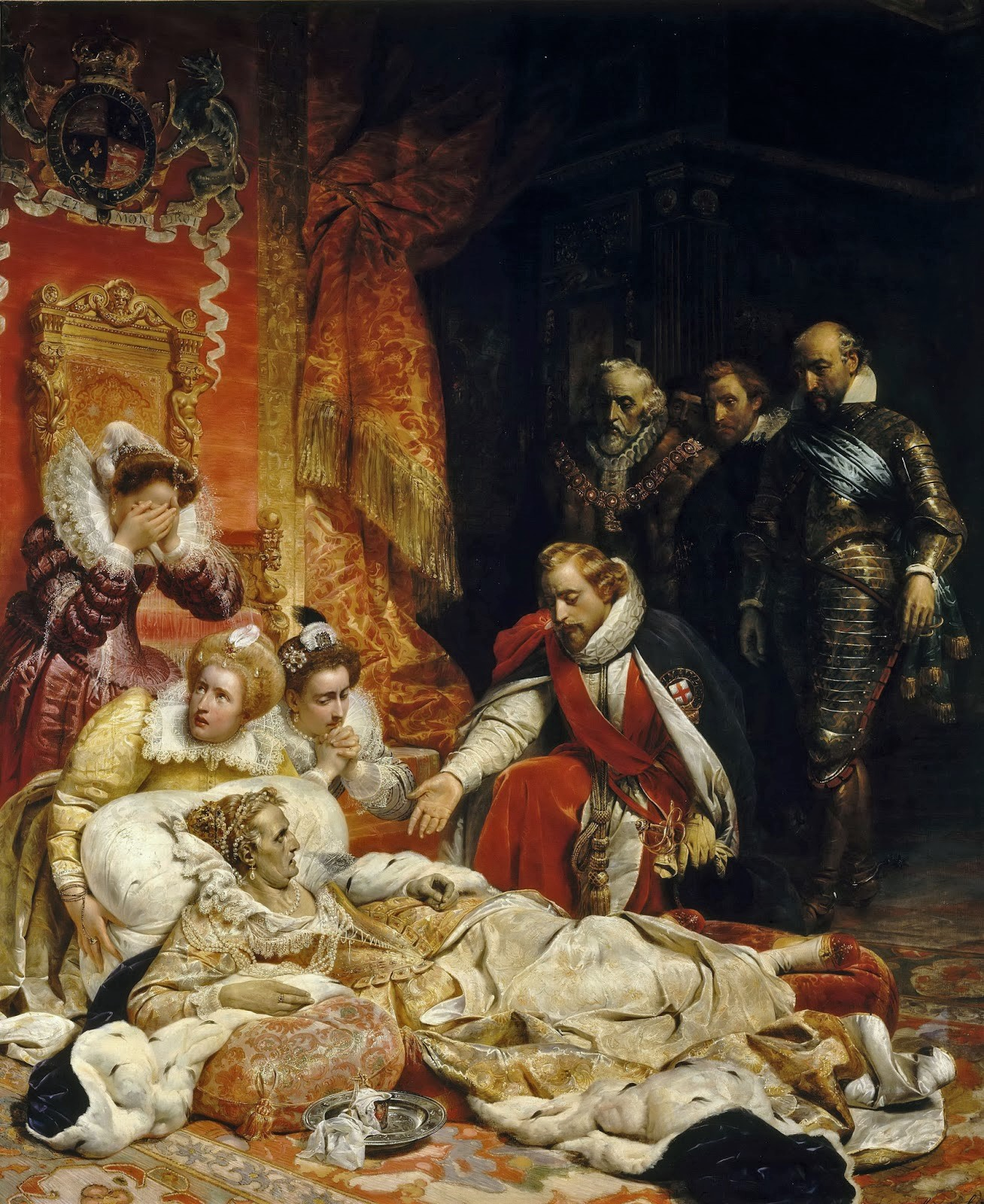
A Morte de Elizabeth I, Rainha da Inglaterra, 1828, Louvre
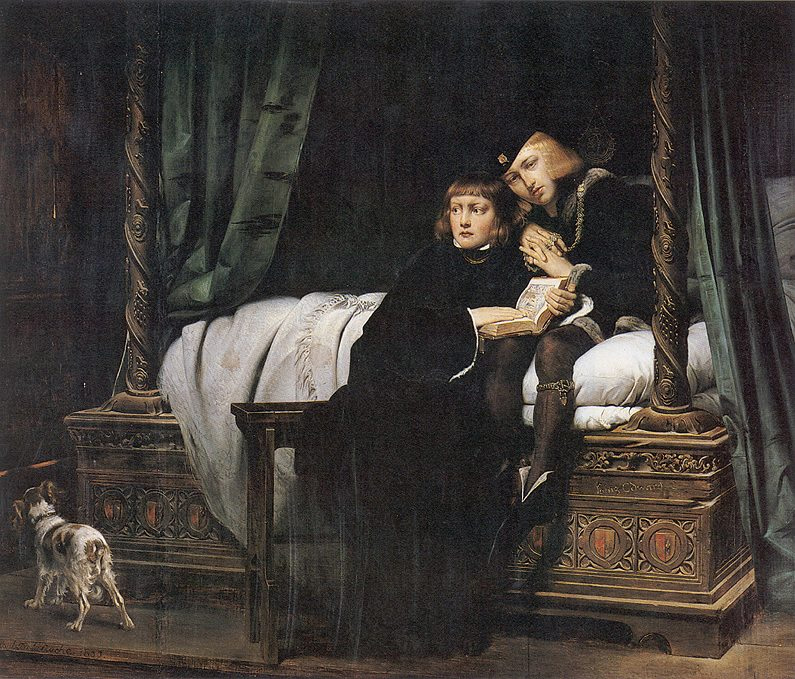
Os Filhos de Edward, 1831, Louvre
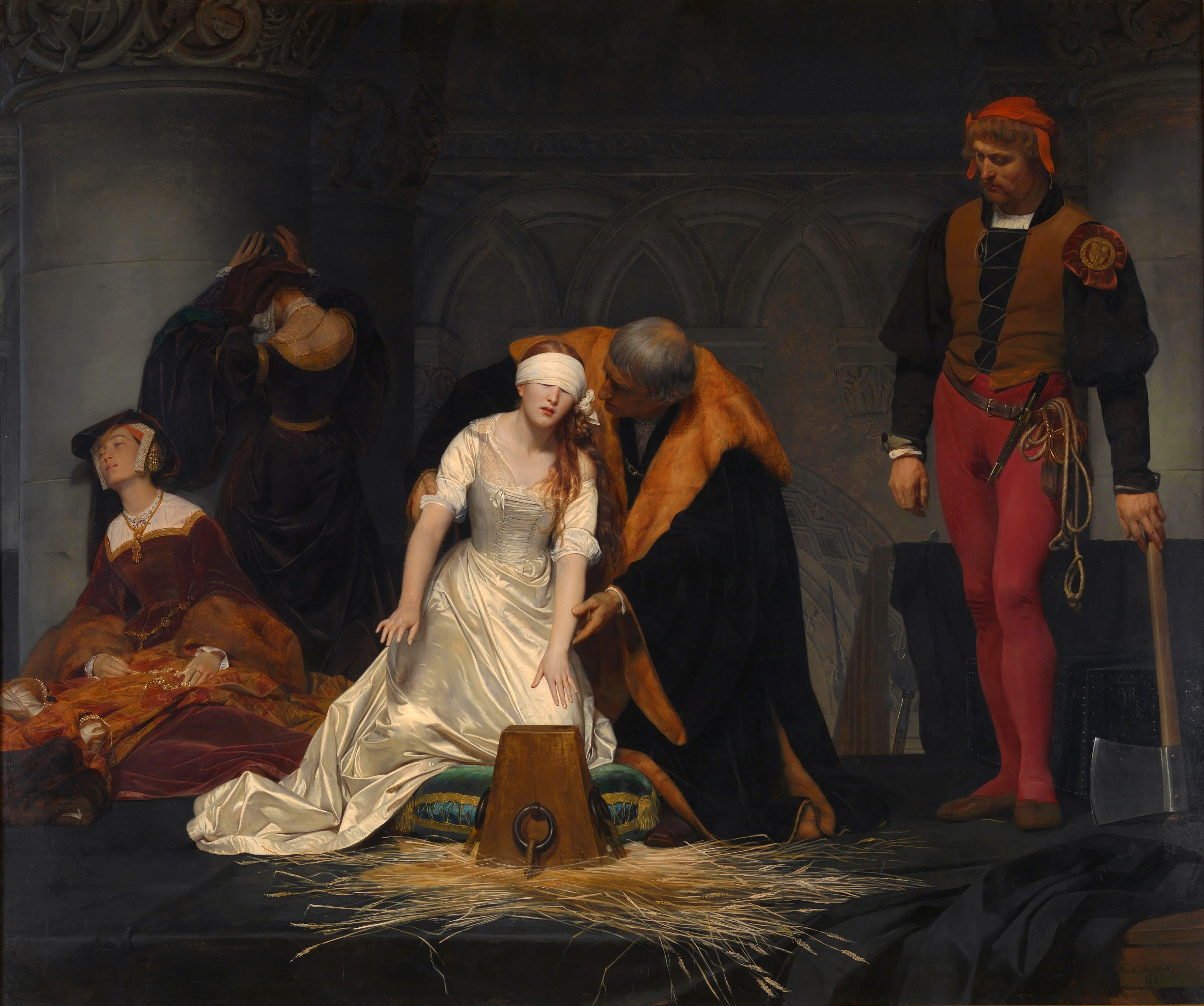
The Execution of Lady Jane Gray, 1833, National Gallery, Londres
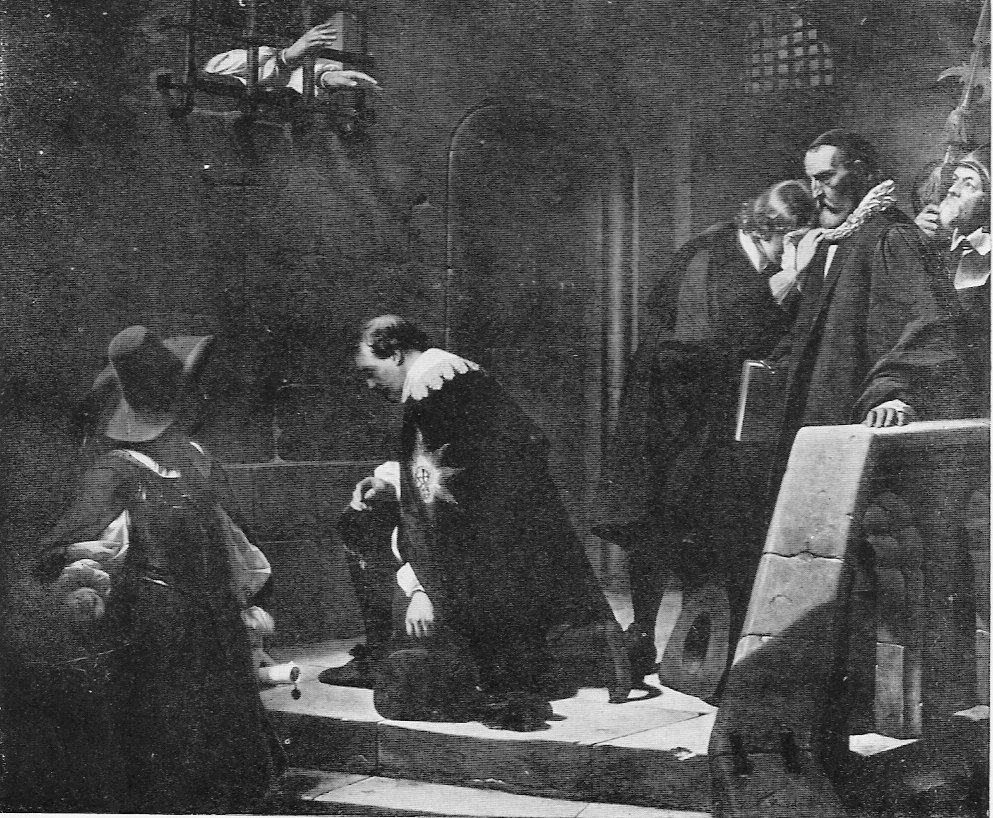
Strafford, à Execução, 1836
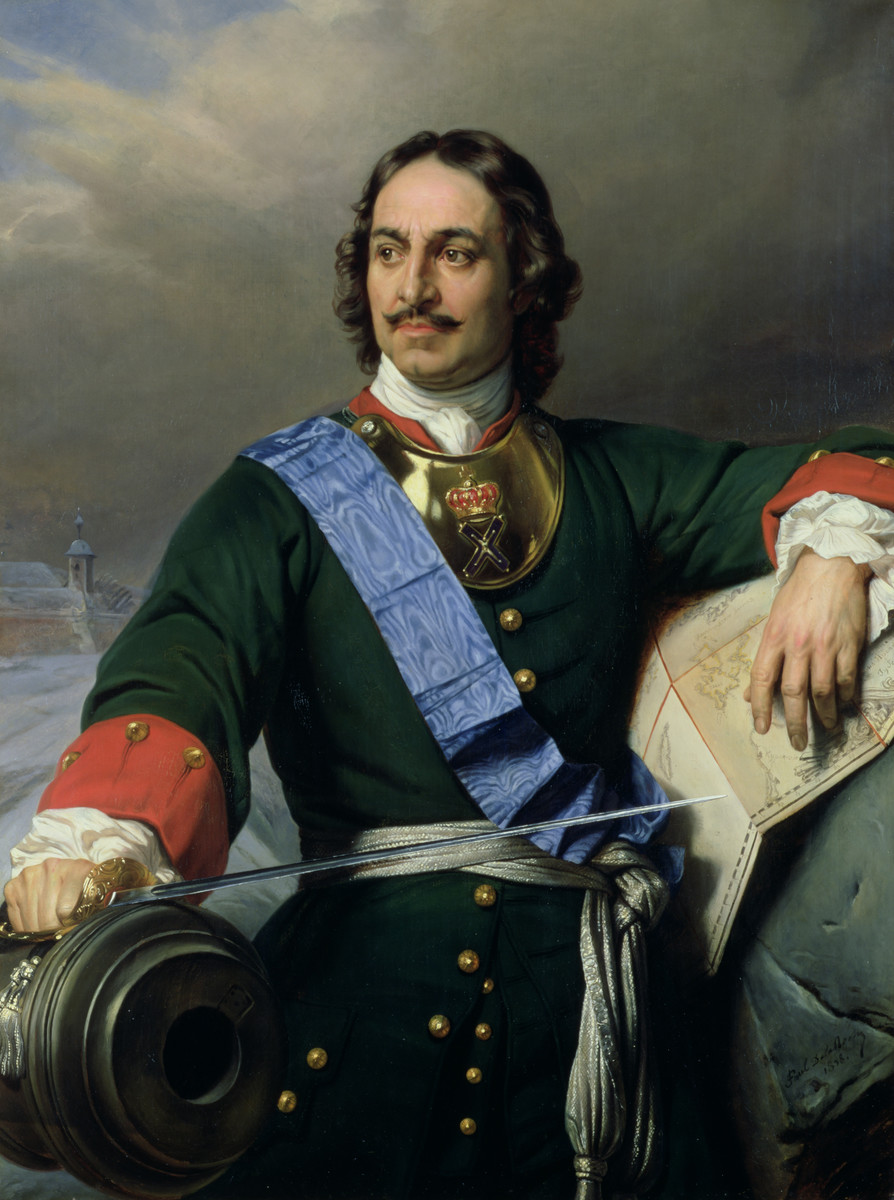
Pedro o Grande, 1838
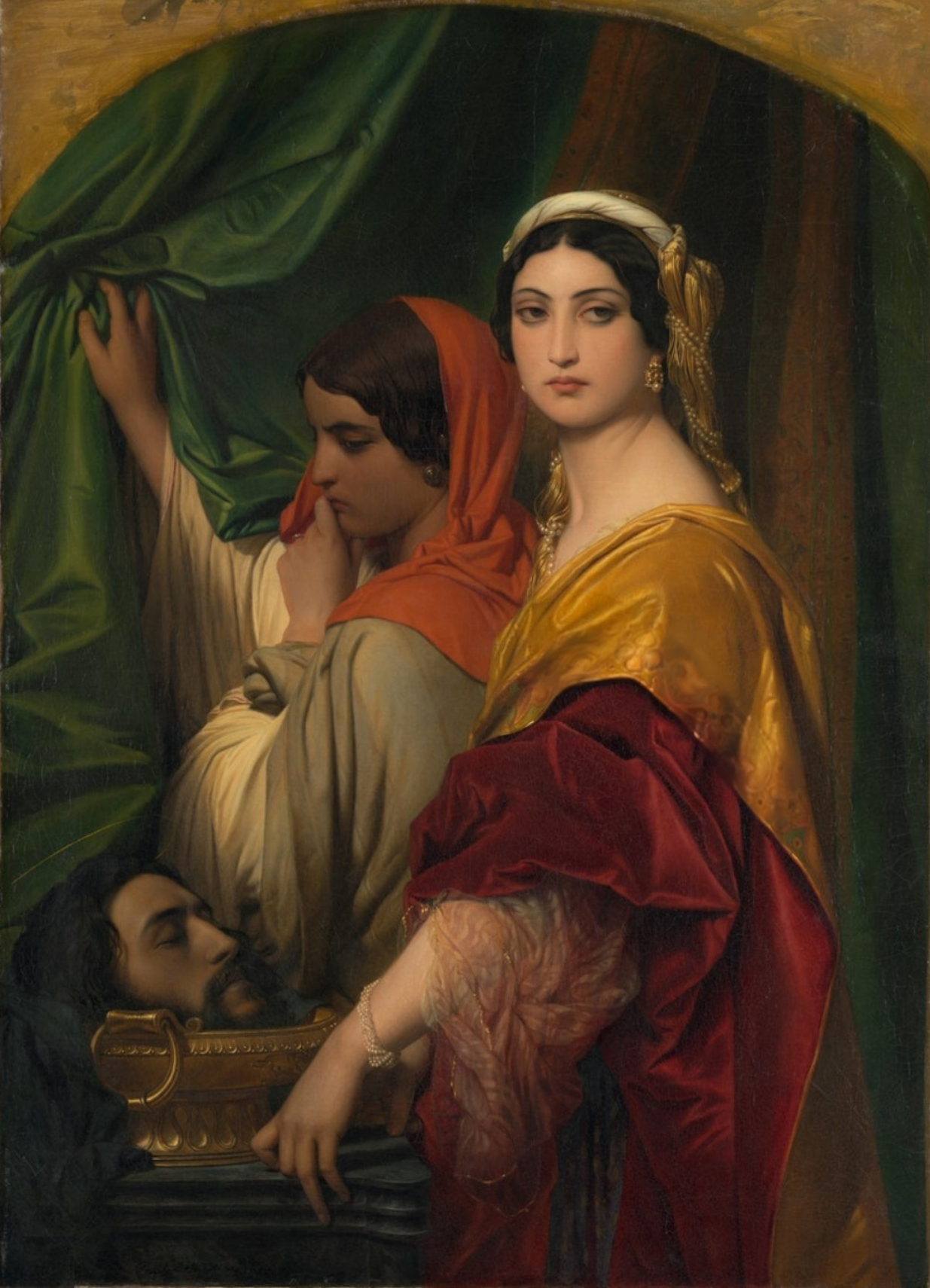
Herodias, 1843, Wallraf-Richartz-Museum, Cologne, Germany.
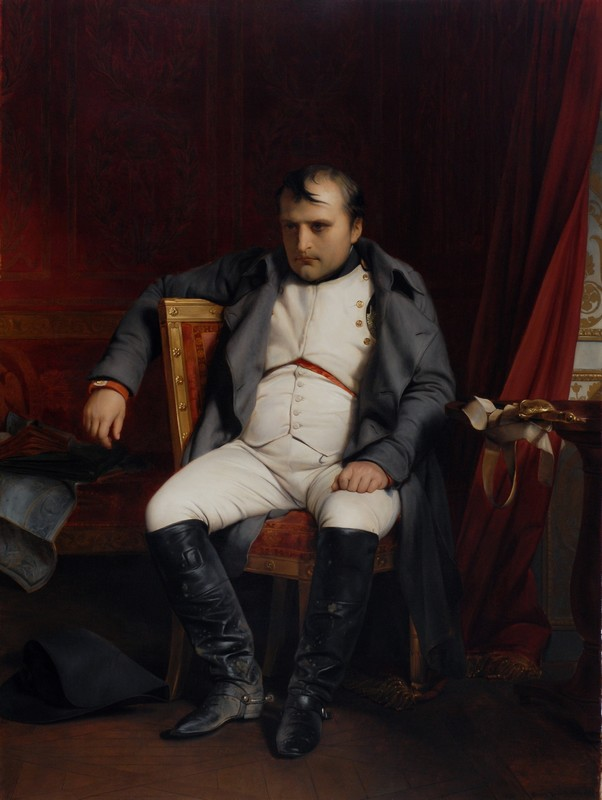
Napoléon abdiquant à Fontainebleau ("Napoleão abdicando em Fontainebleau"), 1845, The Royal Collection, London
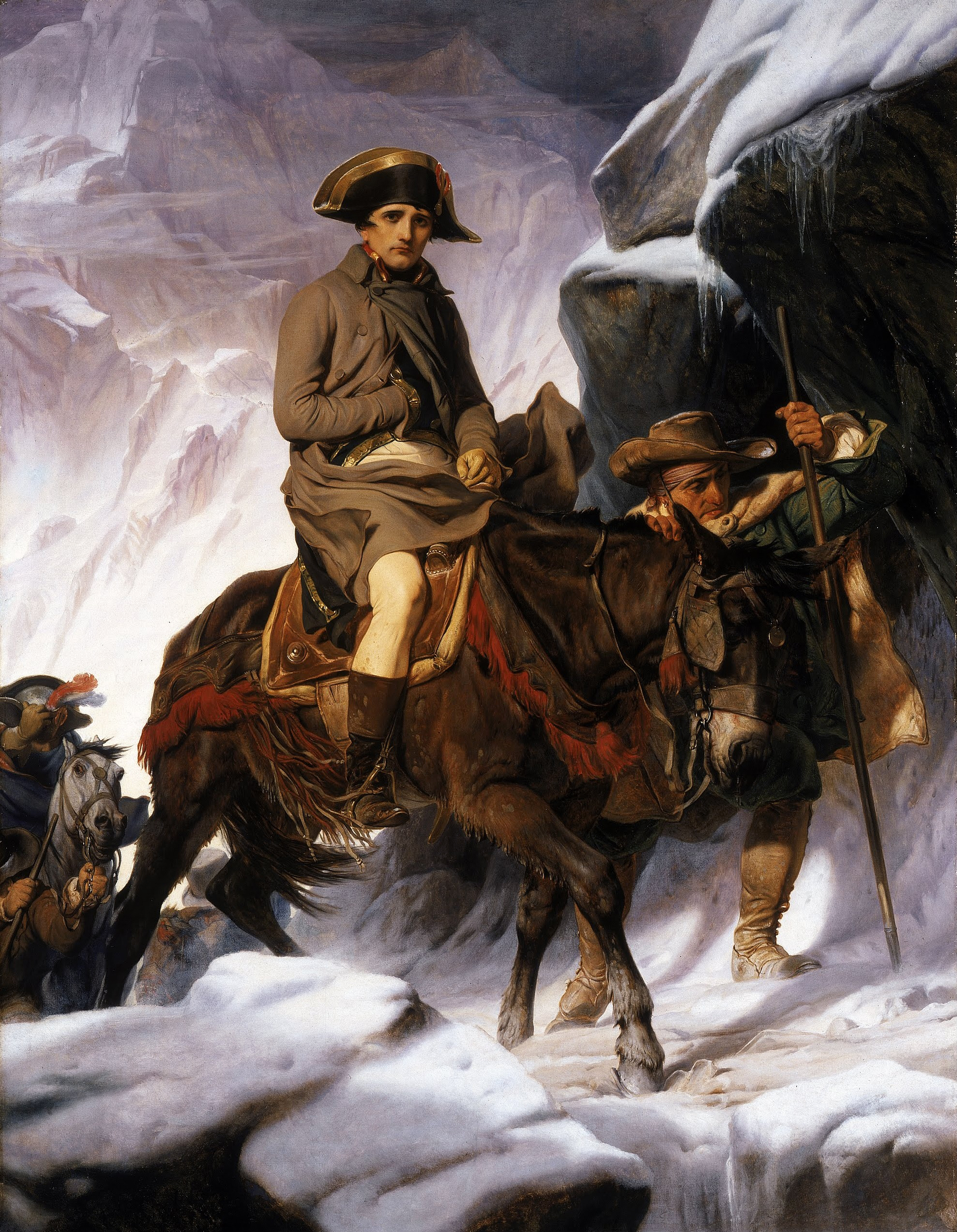
Bonaparte Cruzando os Alpes, 1850, Walker Art Gallery, Liverpool
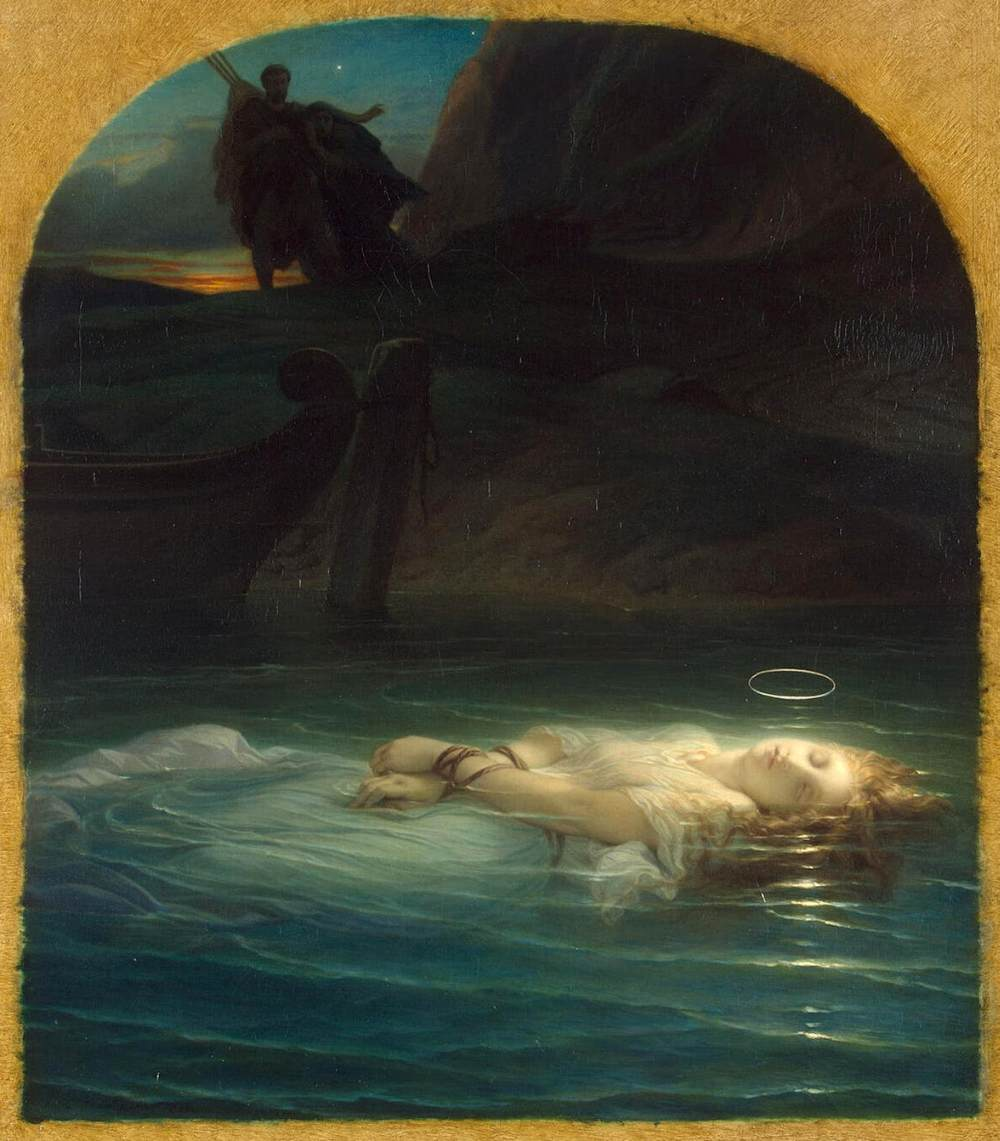
A jovem mártir cristã (1855)